# 聖維塔堂
圣维塔教堂（義大利語：Basilica di San Vitale）是位于意大利城市拉文纳的一座天主教堂，始建于527年，548年完工。因典型的拜占庭风格而闻名于世，是早期拜占庭艺术在建筑方面的代表作。教堂里保存有兩幅著名的马赛克镶嵌画，描繪了東羅馬帝國皇帝查士丁尼一世和他的文武群臣以及他的妻子皇后狄奥多拉和其宫廷。

## 歷史

### 建築歷史
教堂於526年根據拉文納主教埃克勒修斯的命令開始建造。彼時，拉文納正處於東哥特人的統治之下。馬克西米安主教於547年完成了建築工程，早於查士丁尼大帝部分重新征服西羅馬帝國後創建拉文納總督區管轄此地。
教堂的建造是由當地銀行家兼建築師朱利葉斯·阿根塔留斯（JuliusArgentarius）贊助的。人們對朱利葉斯知之甚少，但他大約在同一時間贊助了附近克拉塞的圣亚坡理纳圣殿的建設。朱利葉斯·阿根塔里烏斯的捐贈肖像可能出現在了查士丁尼馬賽克的廷臣們中間。教堂最終的建設成本為26,000索利都斯，相當於36.11磅黃金。有人認為朱利葉斯起來自拜東羅馬帝國的東部，那裡有著悠久的公共慈善傳統。
中央拱頂採用了西方技術，將空心管相互插入，而不是磚塊。這種方法是第一個有記錄的赤土形式的結構使用，後來演變成現代結構粘土瓦。迴廊和畫廊直到中世紀後期才採用拱形結構。
今日圓頂上的巴洛克壁畫於1778年至1782年間由義大利畫家創作。

### 背景历史
查士丁尼皇帝統治時期（527-565）是拜占庭帝國最輝煌的時期，即被稱為第一個黃金時代（公元6世紀）。查士丁尼大帝發動了汪達爾戰爭、哥特戰爭、摩爾戰爭、以及對波斯的戰爭，一舉將東哥特王國和汪達爾王國滅亡，他再征服了地中海西部的廣大地區，並部分復興了古羅馬帝國的輝煌。
他佔領的地區包括拉文納所在的意大利，公元6世紀，由於長年兵災，羅馬已經殘破不堪，拉文納成為了拜占庭控制西方的重要城市。它是帝國的第二首都，由總督統治，這位總督擁有巨大權力。因此西方最富有的拜占庭式建築都存在在它周圍，如新聖亞坡理納聖殿、克拉塞的聖亞坡理納聖殿。
1996年，聖維塔教堂與拉文納的其他七座建築一起被聯合國教科文組織登入世界遺產名錄。

## 建築
教堂主體建築呈八角形佈局。該建築融合了羅馬和拜占庭元素。圓頂、門道形狀和階梯式塔樓是典型的羅馬風格，而多邊形後殿、穹頂、狹窄的磚塊和早期的飛扶壁則是典型的拜占庭風格。該教堂以其豐富的拜占庭馬賽克而聞名。聖維塔萊擁有伊斯坦布爾以外最大且保存最完好的馬賽克。這座教堂在拜占庭藝術中極其重要，因為它是查士丁尼一世皇帝時期唯一一座幾乎完好無損的主要教堂。此外它被認為仿照了拜占庭皇宮覲見廳的設計，但該建築目前已無存留。鐘樓有四個鐘。男高音鐘的歷史可以追溯到16世紀。據傳說，這座教堂是在聖維塔利斯殉難的地方建立的。然而對於這究竟是米蘭的聖維塔利斯，於393年被聖安布羅斯在博洛尼亞發現屍體的聖維塔利斯，尚沒有確切定論。

## 馬賽克
後殿側壁腳下有兩塊著名的馬賽克鑲板，完成於547年。右側的馬賽克描繪了東羅馬皇帝查士丁尼一世，身著提爾紫衣，帶著金色光環，站在宮廷官員、貝利撒留和納爾塞斯、馬克西米安努斯主教、王宮守衛和執事。他頭上的光環使他與後殿圓頂上的基督有著相同的外觀，但這是恩斯特·康托洛維奇在《國王的兩個身體》中描述的用光環來渲染皇室的傳統的一部分。查士丁尼本人站在中間，士兵在他的右邊，神職人員在他的左邊，強調查士丁尼是他帝國的教會和國家的領袖。人物刻畫逼真，具有很強的表現力，但又顯得僧侶般遙遠。他的目光堅定而具有穿透力，體現了皇帝及其追隨者的精神力量。他的腳呈“V”字形，漂浮在中性、不確定的背景上，暗示著與超自然的聯繫以及與塵世的距離。一切都表明這些人物超越了簡單的人性。後面馬克西米安主教的名字被插入在他的頭頂上，這表明馬賽克可能在547年被修改過，用馬克西米安主教的圖像取代了前任主教的圖像。
馬賽克的金色背景表明查士丁尼和他的隨從正在教堂內。查士丁尼位於前面和中間，以顯示他的重要性，馬克西米安主教位於他的左邊，較小的人物則位於他們後面。通過馬賽克中個體的重疊腳可以看到這種位置。
另一幅畫描繪了查士丁尼的妻子狄奧多拉皇后莊嚴而正式，頭戴金色光環、皇冠和珠寶，還有一群宮廷婦女和太監。皇后手持盛放寶血的聖體容器，她的畫板與查士丁尼的畫板不同之處在於背景更複雜，後部有噴泉、圓頂和奢華的帷幔。

## 圖集

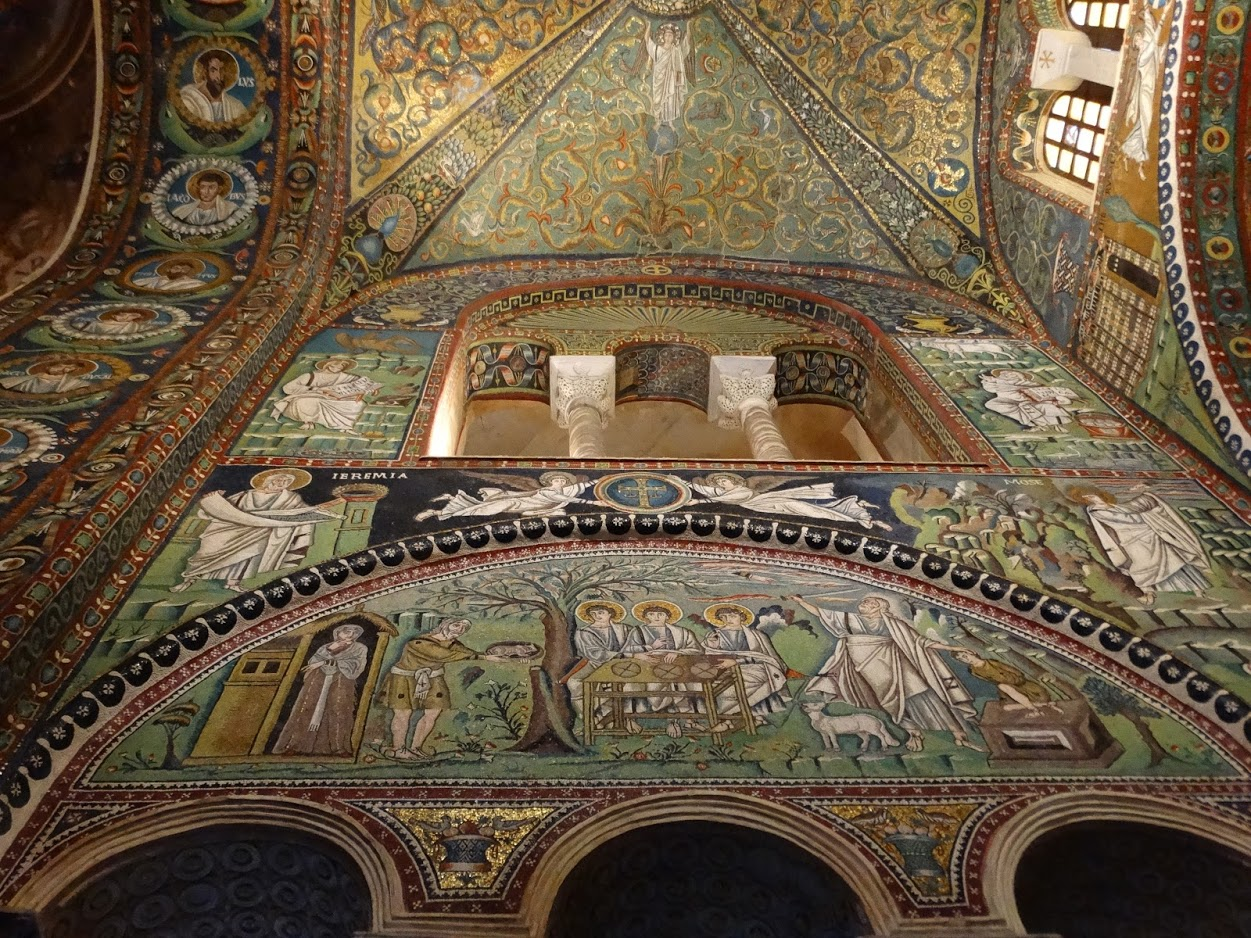
內部鑲嵌畫
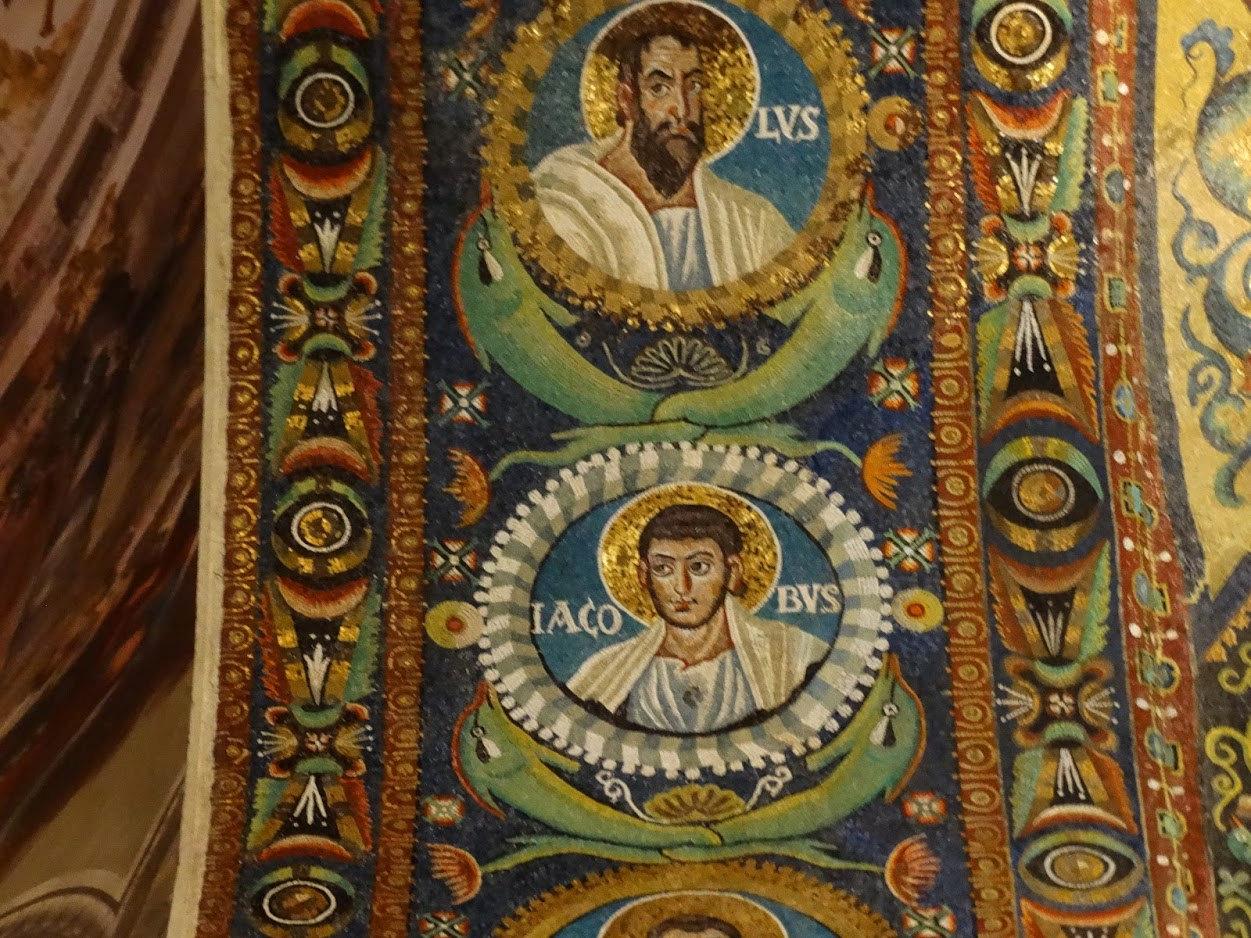
使徒約翰和雅各
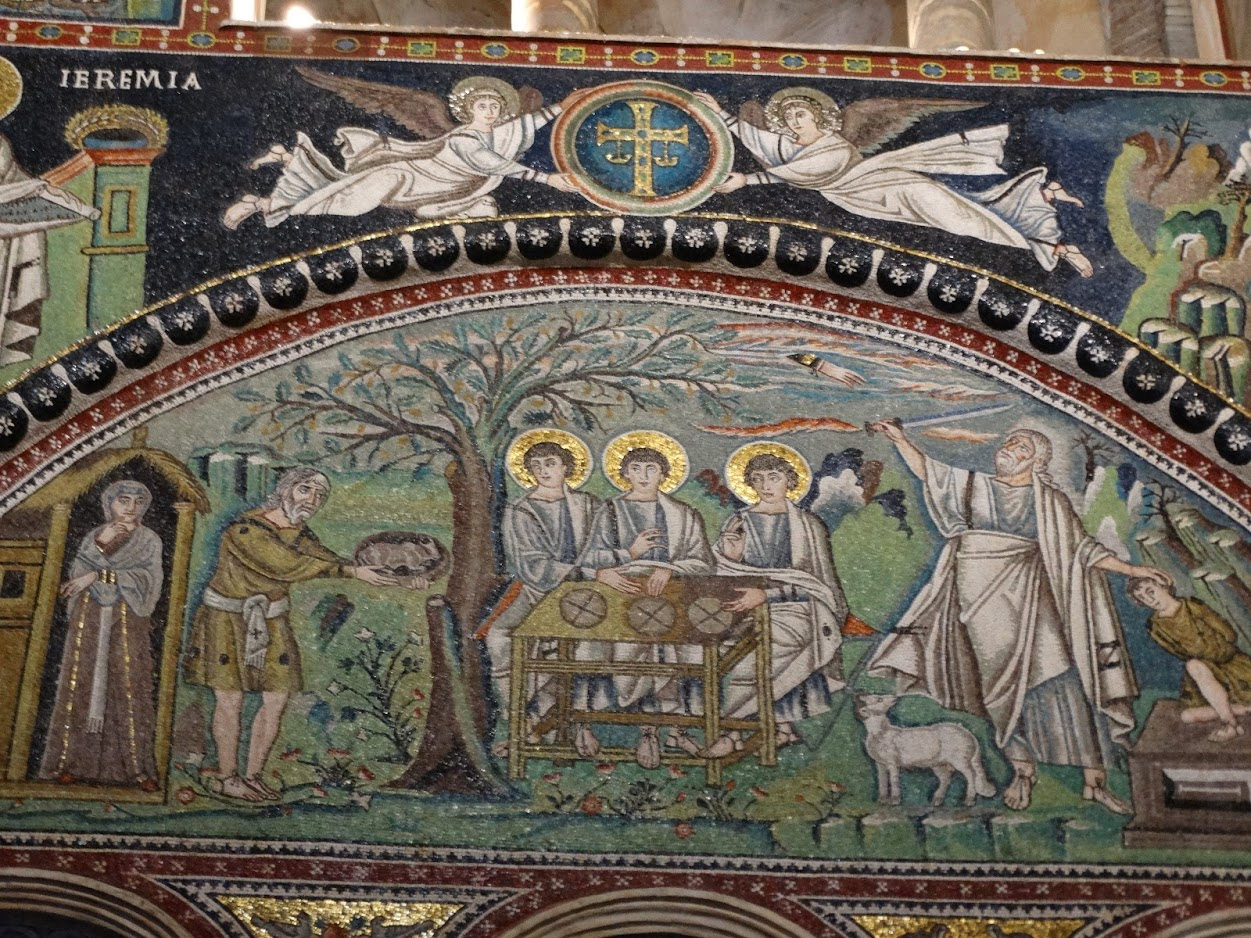
亞伯拉罕的故事：曼雷的異象和以撒的犧牲
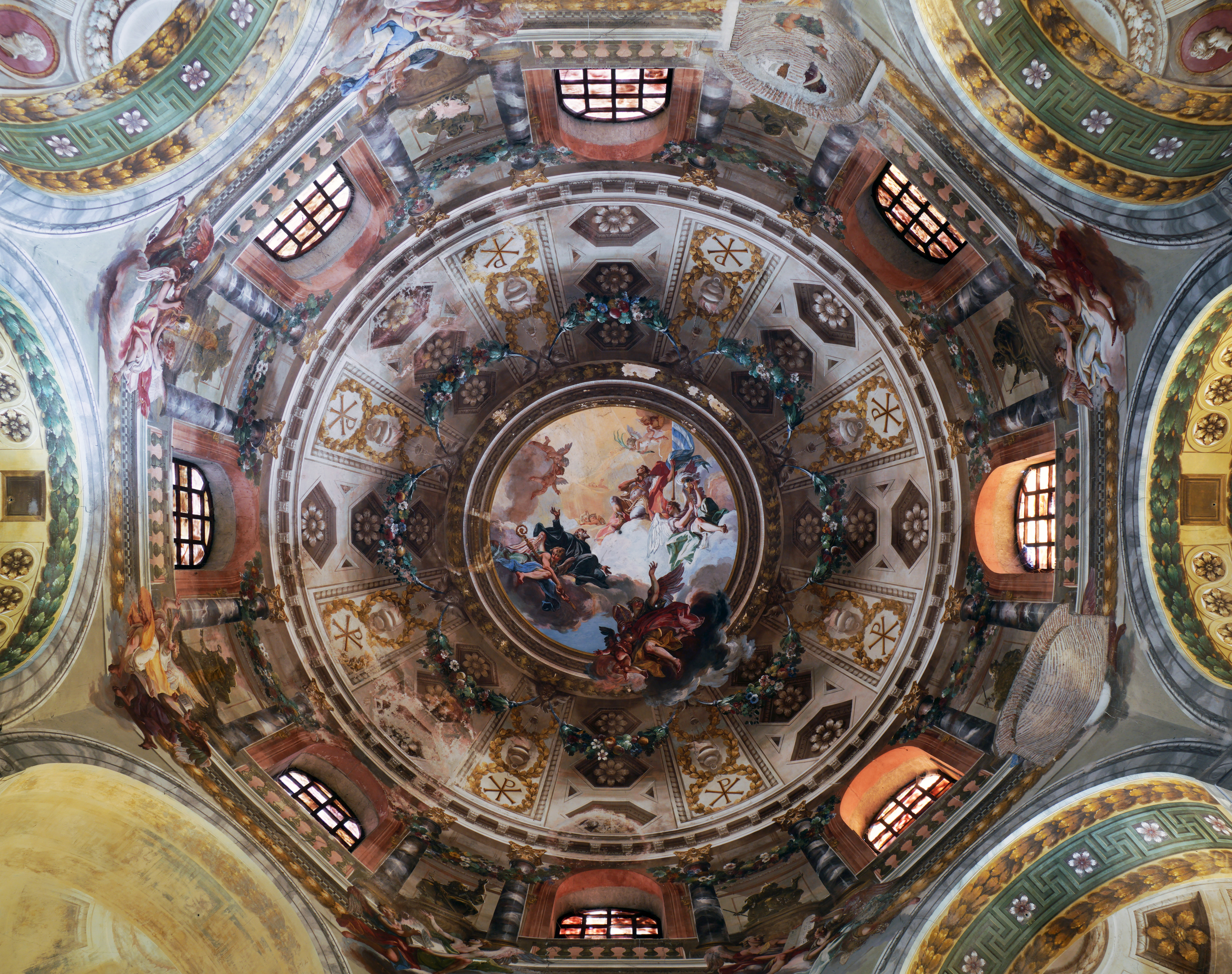
巴洛克風格的穹頂
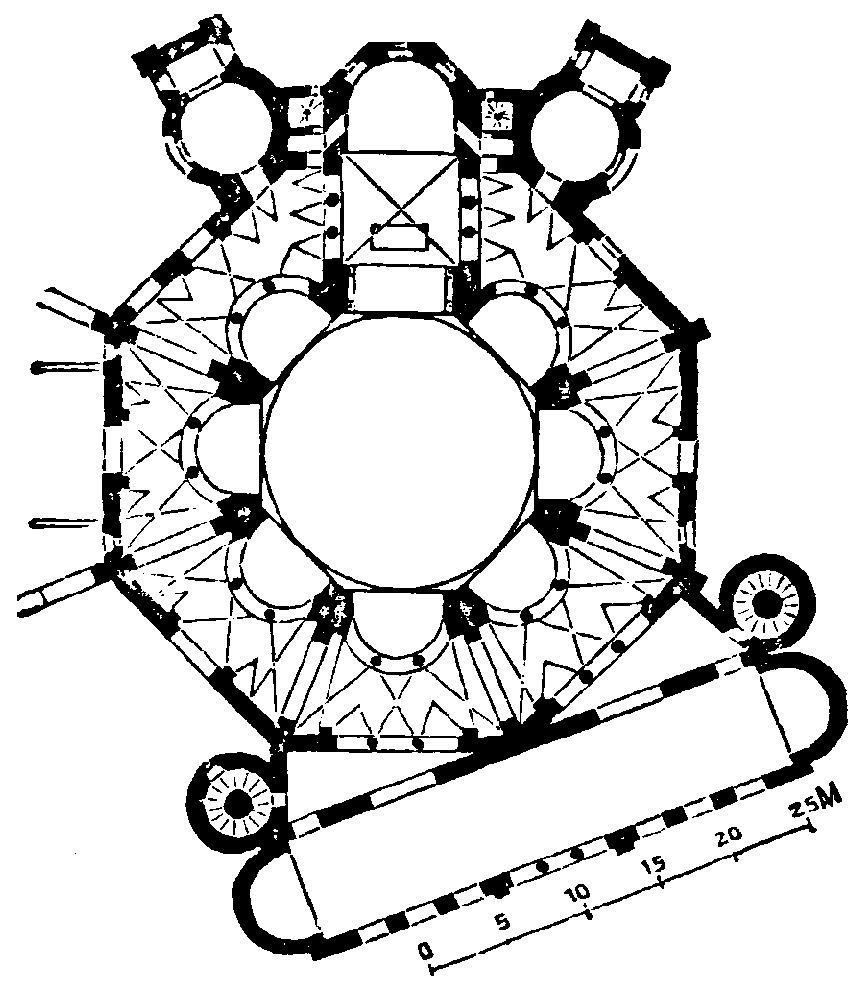
教堂平面圖
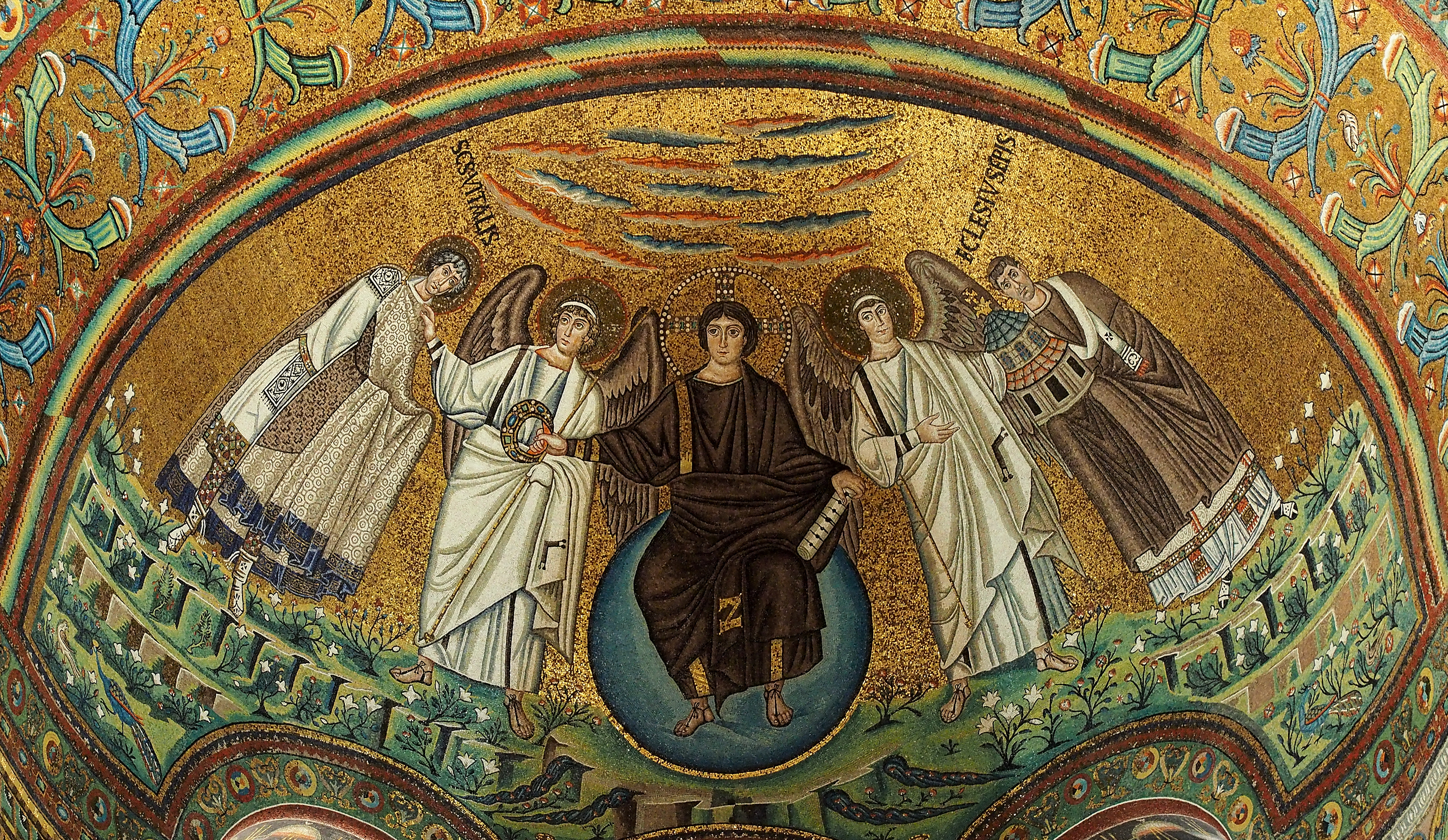
中：耶穌基督，兩側：大天使，左一：聖維塔，右一：拉文納主教埃克勒修斯
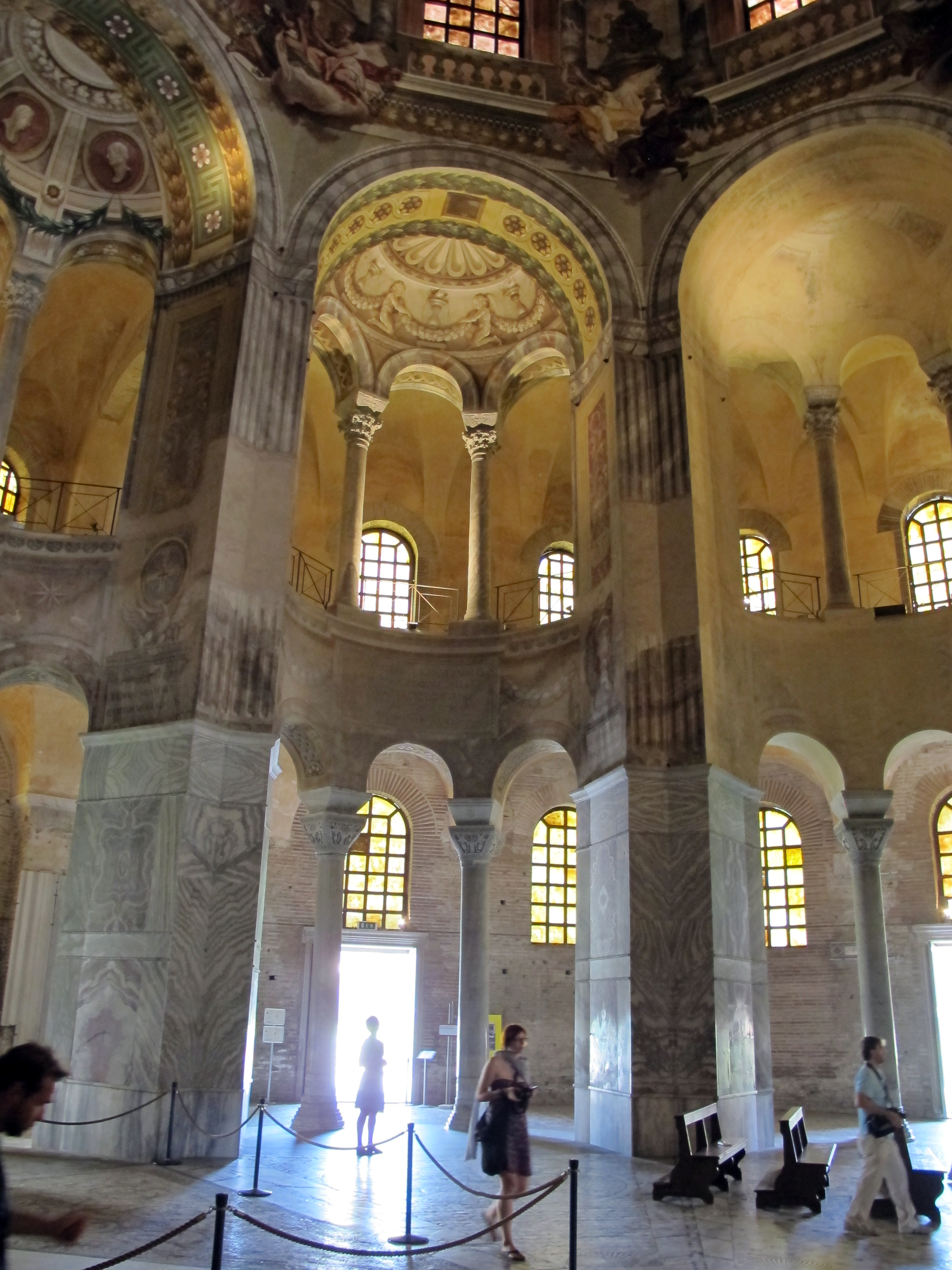
內飾廊柱
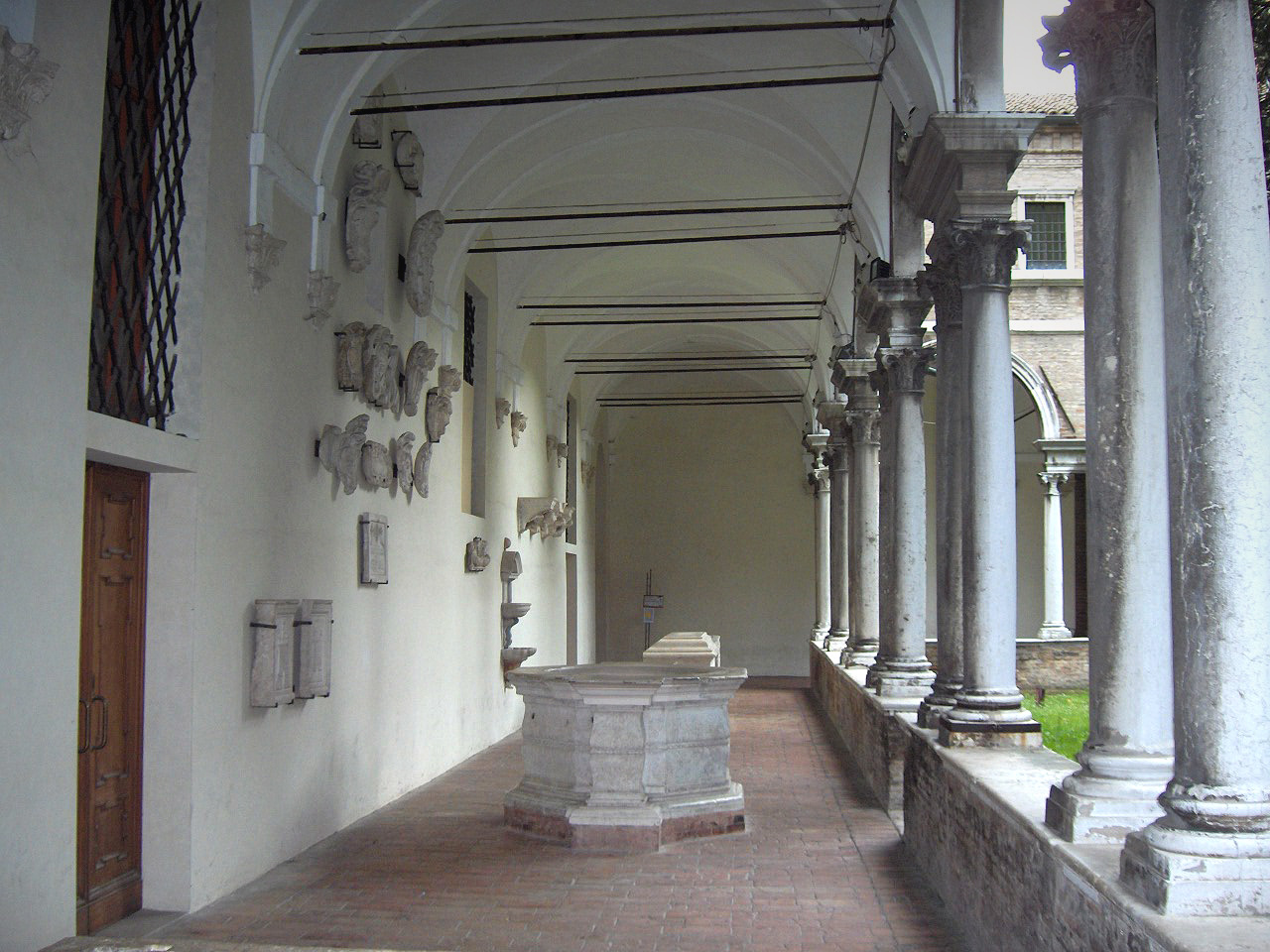
外部門廊

## 延伸閱讀
- Alberti, Livia; Muscolino, Cetty. . Bakirtzis, C.  (编).  (PDF). Thessaloniki, Greece: Hellenic Ministry of Culture. 2005: 169–180  [2023-07-01]. （原始内容存档 (PDF)于2022-03-31）.
- Andreas Agnellus. . Translated by D. Mauskopf Deliyannis. Washington: The Catholic University of American Press. 2004.
- Andreescu-Treadgold, Irina; Treadgold, Warren. . Art Bulletin. 1997, 79 (4): 708–723. JSTOR 3046283. doi:10.2307/3046283.
- Mango, Cyril. . Toronto: University of Toronto Press. 1986. ISBN 978-0-8020-6627-5.
- Procopius. . Loeb Classical Library. Translated by H.B. Dewing and Glanville Downey. Cambridge, Massachusetts: Harvard University Press. 1961.
- Tedeschi, Claudia; Muscolino, Cetty. . Bakirtzis, C.  (编).  (PDF). Thessaloniki, Greece: Hellenic Ministry of Culture. 2005: 73–80  [2023-07-01]. （原始内容存档 (PDF)于2022-03-31） （意大利语）.
- Von Simson, Otto G. . Princeton, NJ: Princeton University Press. 1987. ISBN 978-0-691-00276-7.
- Weitzmann, Kurt (编). . New York: Metropolitan Museum of Art. 1979: 666–667. ISBN 978-0-87099-179-0.